# Погружательное крещение

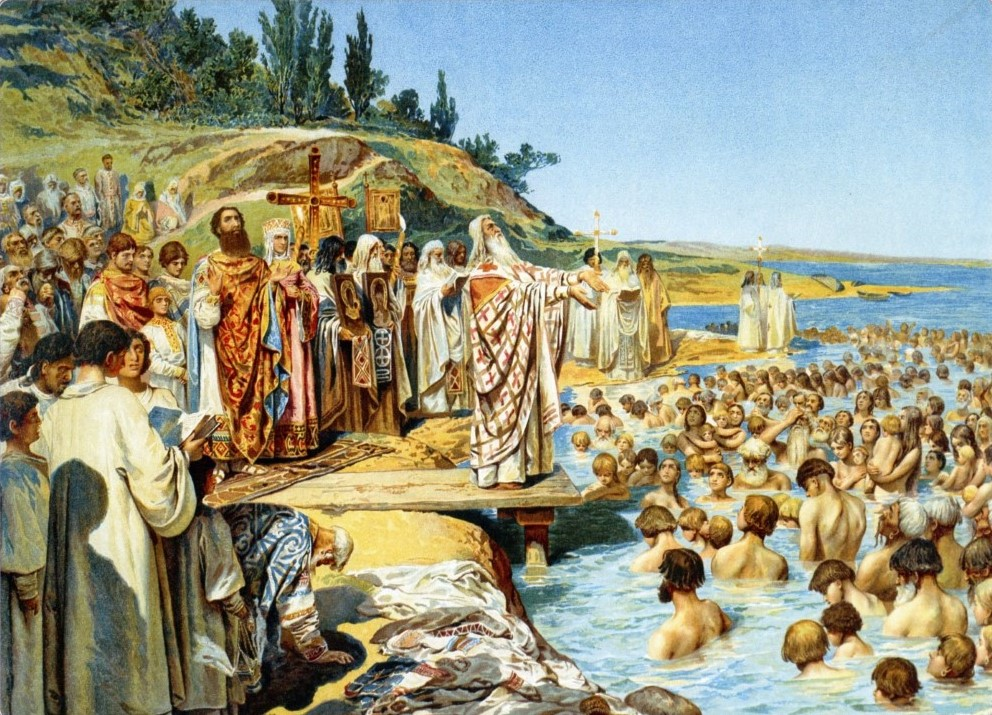
К. В. Лебедев. «Крещение киевлян»

Погружательное крещение — разновидность чина крещения, при котором крещаемый трижды погружается с головой под воду. Является наиболее древней формой совершения таинства крещения. Термин, в основном, применяют для противопоставления «обливательному» крещению.

## История
«Крещение» в Евангелиях на греческом языке — (греч. βάπτισμα — ба́птисма), что буквально переводят на русский язык как «погружение в воду». С первых веков христианства крещение совершали тройным погружением в воду. 50-е апостольское правило гласит, «Аще кто, епископ, или пресвитер, совершит не три погружения единого тайнодействия, но едино погружение, даемое в смерть Господню: да будет извержен». Даное правило было введено для борьбы с аномейской ересью, представители которой совершали крещение «во смерть Христову». Тем не менее во времена папы Григория Великого в Испании получило распространение крещение с одним погружением во Единство Божества, что папа признал приемлемым.

## Традиции
К XIII веку на Западе погружательное крещение было почти полностью вытеснено более простым в совершении «обливательным» крещением, а затем такую практику начали распространять на Восток. В России это вызвало сопротивление и воспринимали как католическое новшество. Согласно решению Московского собора 1620 года признавали только крещение с трёхкратным погружением, а крещённых обливанием нужно принимать через перекрещивание. После реформ патриарха Никона в Русской православной церкви стали вновь рассматривать обливательное крещение как допустимое, но погружательное крещение продолжало считаться основной формой совершения таинства. Крещение обливанием получило широкое распространение в Русской церкви только в советское время, когда не было возможности совершать крещения на открытых водоёмах, а устройство баптистериев было затруднительным. В постсоветское время её иерархия борется против безосновательного применения обливания.

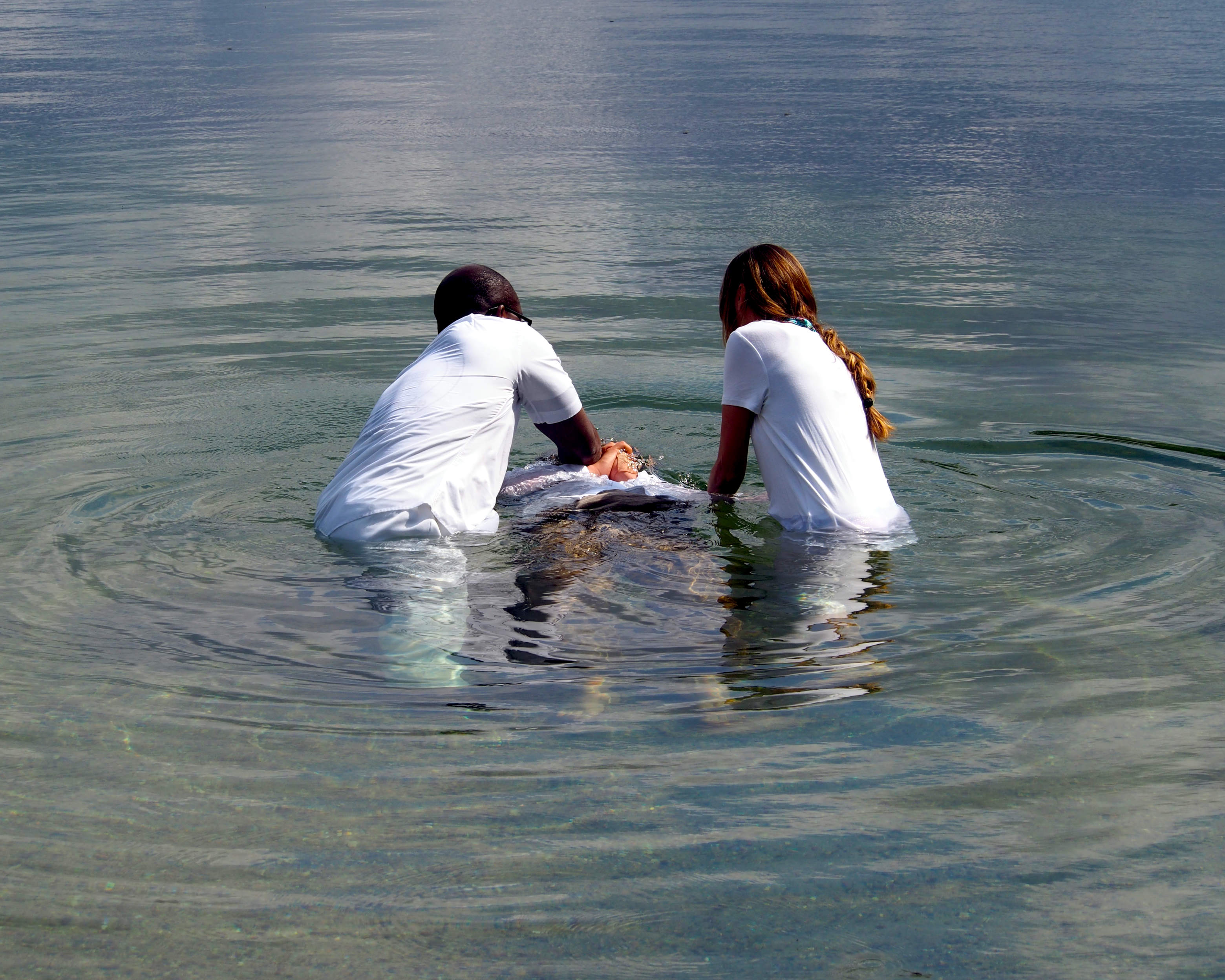
Крещение в 21 веке в Германии

Старообрядцы продолжают считать погружательное крещение единственно приемлемым. Поповские старообрядческие согласия при присоединении к ним обливательно крещённых православных, как правило, перекрещивают их погружательно. Беспоповцы же (кроме Спасова согласия) обычно перекрещивают всех, независимо от формы крещения. Сомнения в наличии трёхпогружательного крещения у грека Амвросия (Папагеоргопулоса) были одной из причин непризнания многими старообрядцами Белокриницкой иерархии. Апологет этой иерархии инок Павел (Великодворский) посвятил этой проблеме сочинения «Возражение со стороны древлеправославной Церкви на доводы сомнящихся и неприемлющих христопреданное священство, по причине якобы всеобдержно делающегося у греков в Крещении обливания, откуду прият на основании святоотеческих правил присоединившийся в нашу православную веру греческий митрополит Амбросий», «О трёхпогружательном Крещении в греках» и другие.
Погружательное крещение младенца может вызвать определённые затруднения. Для этого может быть использована погружательно-обливательная форма крещения, при которой младенца ставят в воду по шею, а затем трижды возливают воду на голову. На Руси такая практика известна с XII века, но на Западе такой вид крещения использовали ещё с IV века.

## Критика погружательного крещения
Небезопасность погружения младенцев вызывает критику. В 2021 году в Румынии младенец умер во время православного обряда крещения, когда его трижды погрузили в купель с головой, после чего практика погружательного крещения младенцев приобрела немало критиков.